# Point Me at the Sky
«Point Me at the Sky» (с англ. — «Укажи мне на небо») — пятый (в UK) сингл британской группы Pink Floyd. На второй стороне сингла помещена композиция «Careful with That Axe, Eugene».
«Point Me at the Sky» — один из примеров композиции на научно-фантастическую тему, называемый некоторыми критиками одной из лучших работ раннего периода группы. Общее настроение песни — стремление сбежать (улететь на фантастическом летающем аппарате), неудовлетворённость действительностью, мрачное видение будущего. В структуре и мелодии песни можно заметить определённое сходство с композицией Lucy In The Sky With Diamonds группы The Beatles.
Сингл не достиг успеха в чартах, поэтому группа отказалась от выпуска синглов в Великобритании до 1979 года, когда был выпущен сингл Another Brick in the Wall, Part II с альбома The Wall. Сингл, по мнению группы, провалился из-за неудачной записи.
Гораздо бо́льшую популярность, чем Point Me at the Sky, со временем приобрела композиция Careful with That Axe, Eugene, выпущенная на второй стороне сингла.

## Участники записи
- Дэвид Гилмор — гитара, вокал
- Роджер Уотерс — бас-гитара, вокал
- Ричард Райт — клавишные, орган, бэк-вокал
- Ник Мейсон — ударные, перкуссия